# Professor Unrat
Professor Unrat (em tradução literal: "Professor Lixo", mas que na versão portuguesa recebe o nome de "Professor Bagunça"), é uma das mais importantes obras de Heinrich Mann e se tornou famosa através das adaptações cinematográficas, mais notadamente O Anjo Azul com Marlene Dietrich. O livro caricaturiza o sistema educacional das classes média e alta na Alemanha no tempo do último imperador da Alemanha, Guilherme II.

## Resumo da trama
Livro e filme compartilham um ponto de partida em comum — o professor ultraconservador, objeto de zombarias dos alunos e que por isso os odeia (ou será vice-versa?). Ao descobrir que um aluno escreveu versos para uma artista de cabaré, Rosa Fröhlich no livro, Lola Lola no filme, o professor vai atrás dela no cabaré Anjo Azul, acaba se envolvendo sentimentalmente com a artista e por isso perde o emprego no colégio — mas a trama subsequente segue rumos totalmente diferentes (e os finais, ambos dramáticos, também diferem). No filme o professor  Immanuel Rath (que todos chamam de Unrat, "sujeira", respectivamente "Bragança" e "Bagunça" na tradução brasileira) passa a integrar a trupe a que pertence a artista, segue com a trupe em suas turnês país afora, e acaba se tornando uma espécie de “serviçal” da trupe, traído e humilhado. No livro a artista abandona a vida de cabaré, vai morar junto com o marido, e quando as economias do desempregado Unrat/Bagunça acabam, o jeito é transformar o lar deles em um verdadeiro “cabaré” onde rola a jogatina e cavaleiros "respeitáveis" vão ao encontro de damas de moral duvidosa.
Ao final, o professor flagra seu ex-aluno mais odiado, Lohmann, em sua casa com sua mulher, tenta esganar a mulher, rouba a carteira de Lohmann, e tanto Unrat/Bagunça como Rosa acabam presos, sob o olhar hipocritamente reprovador dos moradores da cidade.

## Adaptações cinematográficas
- 1930: O Anjo Azul. Diretor: Josef von Sternberg; com Emil Jannings e Marlene Dietrich
- 1959: The Blue Angel (1959). Diretor: Edward Dmytryk; com Curd Jürgens
- 1973: Pinjra (1972) Marata/Hindi. Diretor: V. Shantaram; com Sandhya e Shreeram Lagoo[3]
- 1973: Anjo Loiro (versão brasileira). Diretor: Alfredo Sternheim; com Vera Fischer, Mário Benvenutti e Nuno Leal Maia